# Vybíjecí odpor

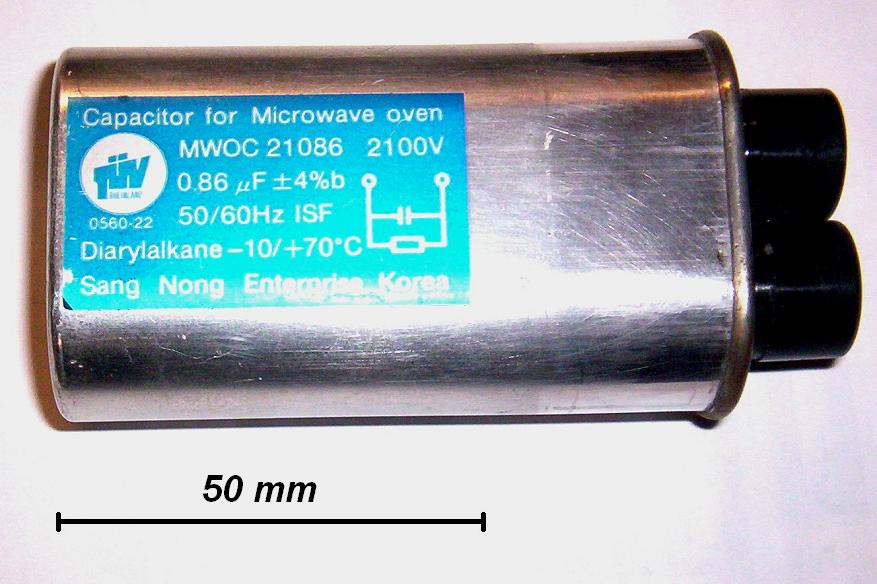
Kondenzátor se zabudovaným vybíjecím odporem.

Vybíjecí odpor je rezistor zapojovaný v elektrických spotřebičích paralelně k velkým kondenzátorům. Účelem vybíjecího odporu je postupné (až během několika minut) vybití náboje, který zůstane na kondenzátoru po odpojení spotřebiče od zdroje napájení (od sítě) a tak zabránění případnému úrazu elektrickým proudem při manipulaci s vypnutým spotřebičem.
Příkladem mohou být vybíjecí odpory u odrušovacích kondenzátorů komutátorových motorů napájených ze střídavé sítě (např. ve vysavači, fénu, mixéru apod.), nebo vybíjecí odpory u rozběhových kondenzátorů jednofázových indukčních motorů.
Vybíjecí odpor má relativně vysokou hodnotu, takže ztráta výkonu na něm je zanedbatelná vůči příkonu celého spotřebiče.